# Ernst Skrička
Ernst Skrička (* 4. Juni 1946 in Wien; † 29. Juni 2020) war ein österreichischer Grafiker und Maler. Er lebte in Heinrichs bei Weitra (Waldviertel) und Wien.

## Leben
Ernst Skričkas Interesse für Kunst wurde schon früh durch seine Eltern geweckt. Wesentliche Impulse erhielt er weiters am Wiener Gymnasium Stubenbastei durch Professor Josef Stoitzner.
Ernst Skrička studierte ab 1964 an der Akademie der bildenden Künste in Wien bei Maximilian Melcher und schloss 1970 mit dem Lehramts-Diplom für Bildnerische Erziehung und Werkerziehung sowie mit dem Diplom Akademischer Grafiker ab. Für seine künstlerische Diplomarbeit, die monumentale Radierung diës irae, erhielt er den Abgangspreis der Akademie. Zugleich  war Skrička ordentlicher Hörer an der Wiener Universität, wo er Geschichte als Hauptfach und Kunstgeschichte und Philosophie als Nebenfächer bis zum Dissertantenstadium studierte, jedoch nicht abschloss.
1969 hatte  er seine erste Ausstellungsbeteiligung: die 6 Melcher-Schüler Tone Fink, Franco Lago, Paul Pichler, Ernst Skrička, Wolfgang Stifter und Erich Steininger zeigten Druckgrafik in der Wiener Secession.
1970 begann Skrička an einem Wiener Gymnasium zu unterrichten. Gleichfalls 1970 gründete er gemeinsam mit seinem Studienfreund Erich Steininger eine eigene grafische Werkstätte in Wien-Leopoldstadt, Vorgartenstraße 211. Diese Ateliergemeinschaft bestand 43 Jahre. Die ungewöhnlich große Radierpresse, die Skrička mit einer Walzenbreite von 140 cm anfertigen ließ, ermöglichte beiden Künstlern den Druck monumentaler Formate.
1972 heiratete er die Geschichts-Studienkollegin Nina Bouczek und gemeinsam zog das Paar in die neue Wohnung am Mühlschüttel in Wien-Floridsdorf. 1974 bzw. 1975 kamen die Töchter Sonja und Sandra zur Welt. 1975–2008 war Skrička Professor für Bildnerische Erziehung an der Pädagogischen Akademie (ab 2005 Hochschule) in Wien-Strebersdorf.
Ab 1979 adaptierten die Skričkas auch das ehemalige Zollhaus in Heinrichs bei Weitra im Waldviertel, nahe der Grenze zu Böhmen, als Wohn- und Atelierhaus. Seit 2008 lebten Nina und Ernst Skrička dort ganzjährig. 2013/15 übersiedelte Skrička sein Œuvre, seine Pressen und sein Materiallager nach Heinrichs.
Er wurde am Stadlauer Friedhof bestattet.

## Ausstellungen

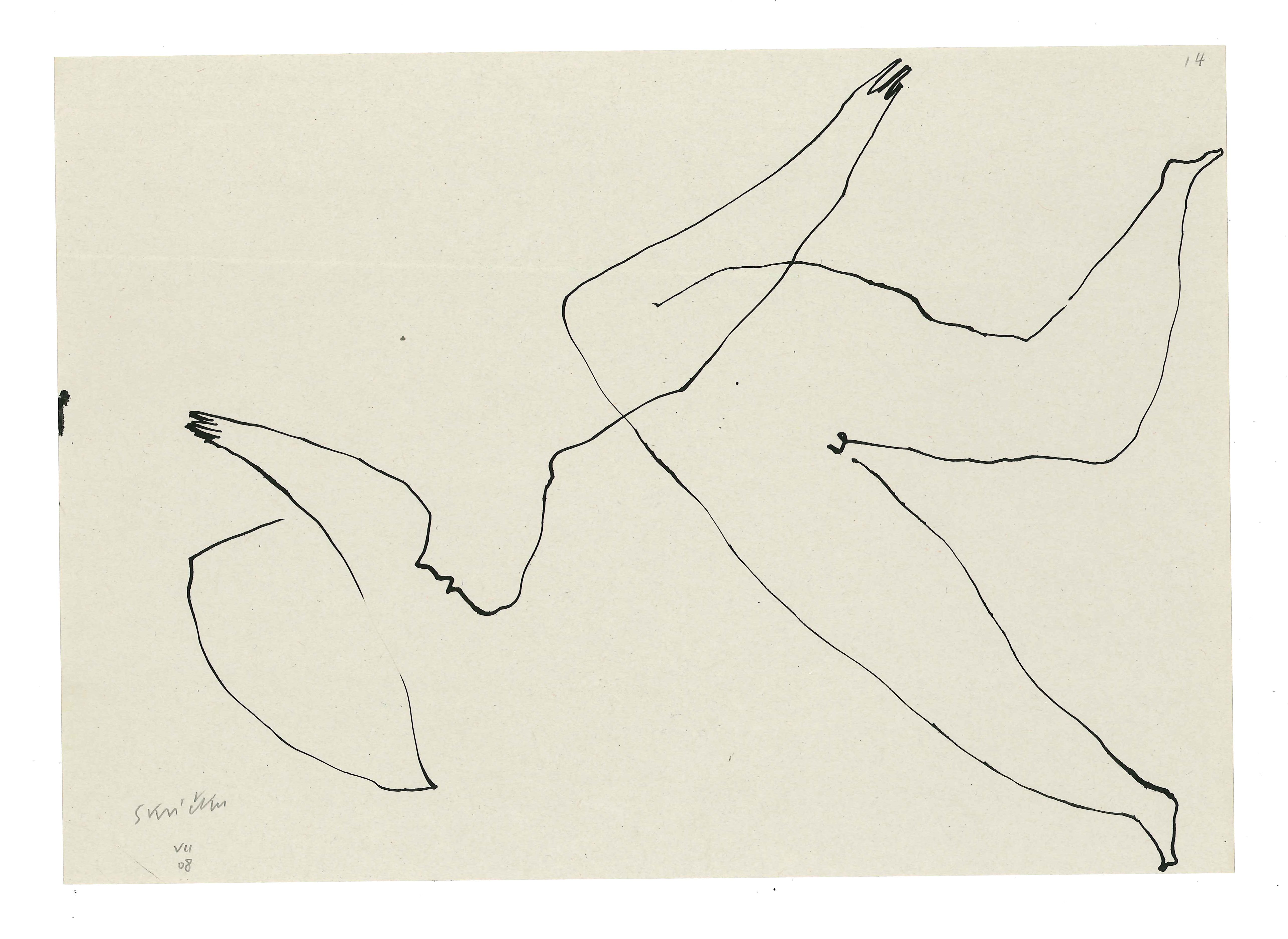
Online 2008

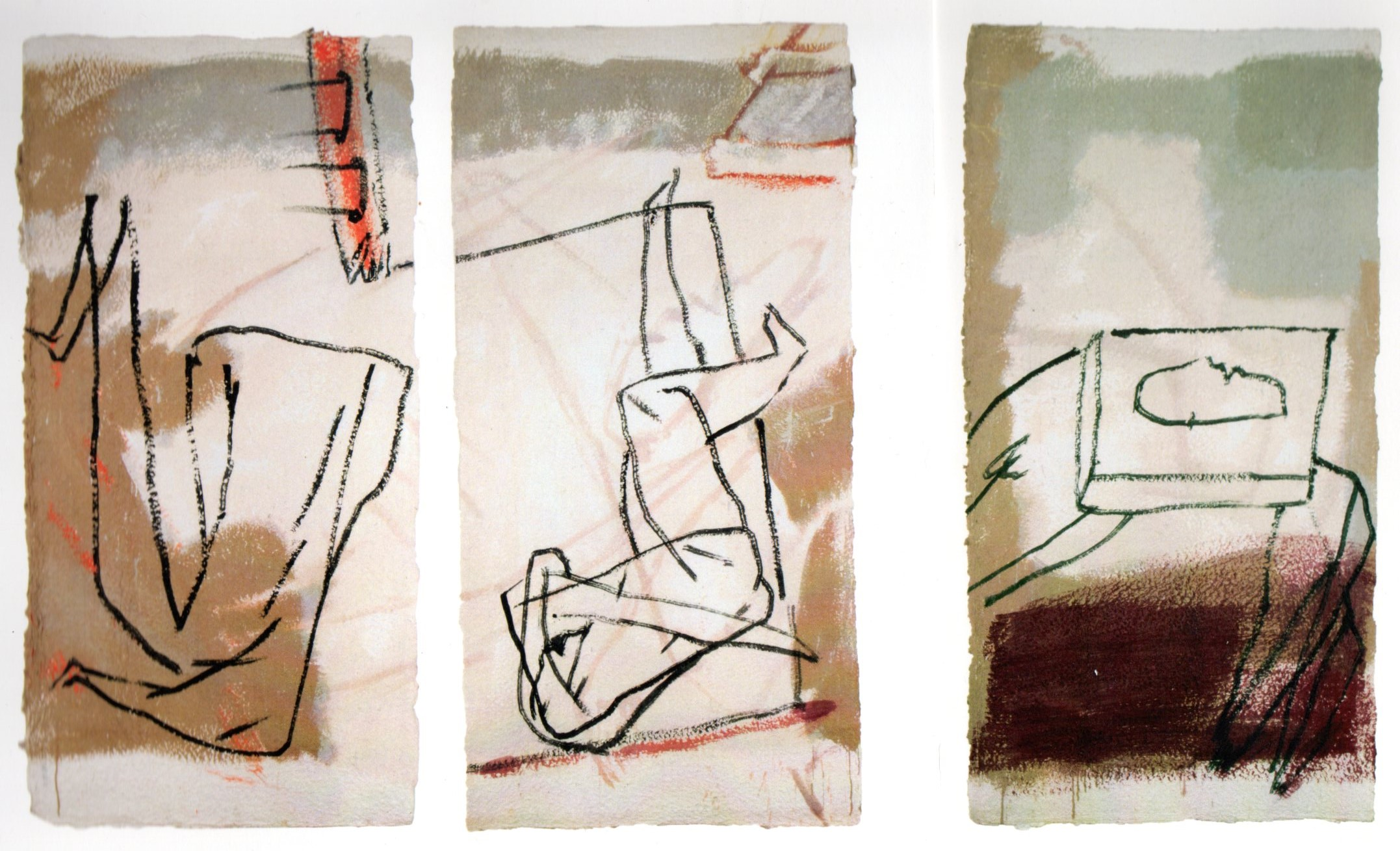
Inne werden 2010

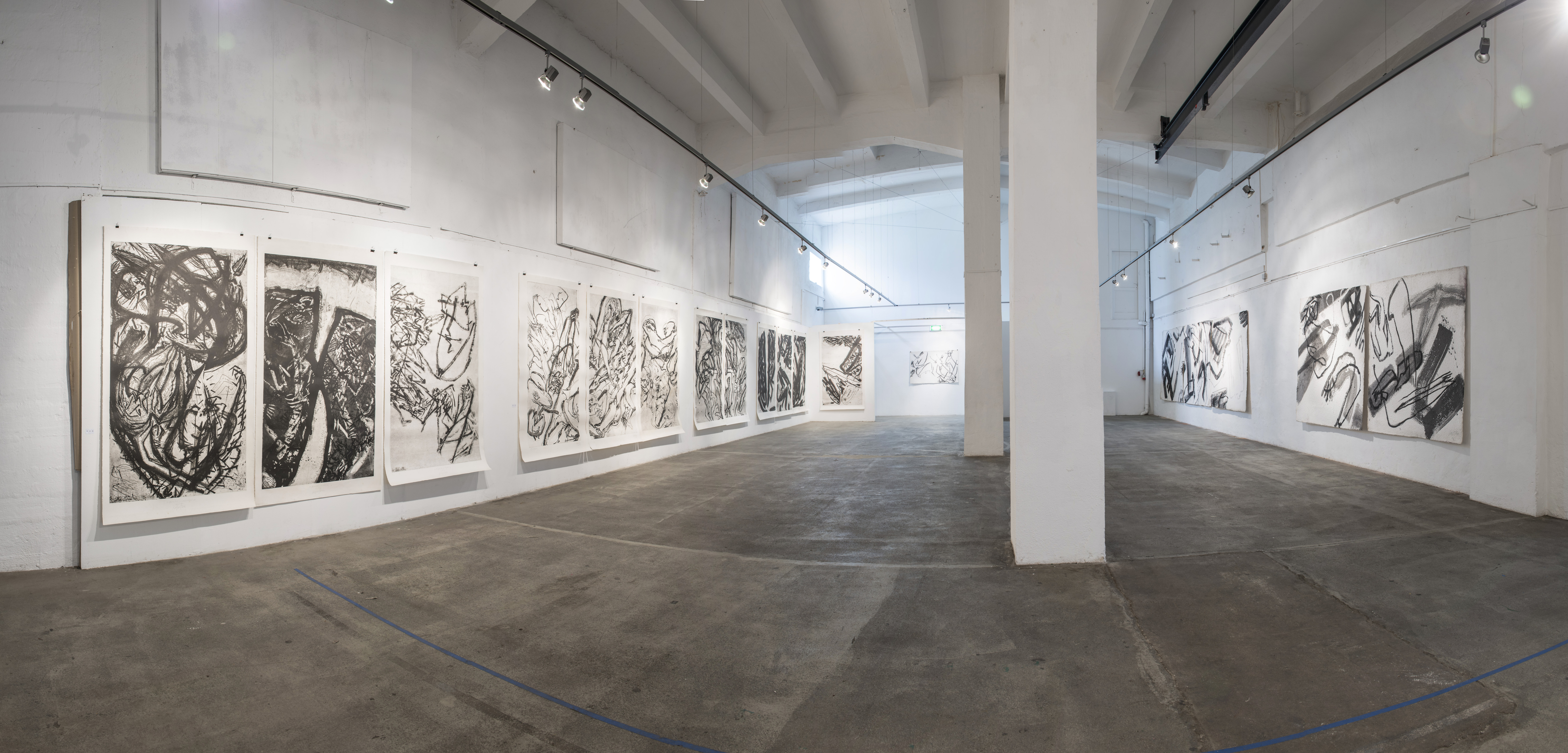
Österr. Papiermachermuseum 2015

### Einzelausstellungen (Auswahl)
- 1970 Theseustempel, Wien
- 1974 Künstlerhaus-Galerie, Wien;[3] Forum Stadtpark, Graz
- 1984 Colorado Springs Fine Arts Center, USA
- 1986 Albertina, Wien: Skrička. Radierungen
- 1989 Rupertinum, Salzburg; Palais Liechtenstein, Feldkirch
- 1991 Galerie Thurnhof, Horn; Galerie Steiner, Zürich
- 1994 art Basel mit Galerie Contact, Wien
- 2000 Lentos, Linz
- 2002 Kubin-Haus Zwickledt
- 2006 Stift Geras; Kunstverein Horn
- 2008 Galerie Lang Wien
- 2013 Verein für Original-Radierung, München
- 2015 Österreichisches Papiermachermuseum, Steyrermühl
- 2016 die Fabrik, Gmünd; Galerie Hrobsky, Wien
- 2018 ecoart, Palais Niederösterreich, Wien

sowie:
- 1987, 1990, 1993, 1996, 2003, 2006 Galerie Contact, Wien
- 1986, 1989, 1996, 2003, 2009, 2016 Galerie Welz, Salzburg

## Auszeichnungen (Auswahl)
- 1970 Abgangspreis der Akademie der bildenden Künste, Wien
- 1973 Kulturförderungspreis der Stadt Wien
- 1975 1. Preis Österreichischer Zeichenwettbewerb der Rank Xerox
- 1977 Österreichischer Staatsförderungspreis
- 1991 Kulturförderungpreis des Landes Niederösterreich
- 2003 Österreichisches Ehrenkreuz für Wissenschaft und Kunst I. Klasse
- 2018 Niederösterreichischer Kulturpreis – Würdigungspreis in der Kategorie Bildende Kunst[4][5]

## Publikationen (Auswahl)

### Mappenwerke
- Theogonie 13 Radierungen zu Hesiod mit einem Text von Hansjörg Krug, Edition Tusch, Wien 1974
- Bilder aus Angst 6 Radierungen mit einem Text von Kristian Sotriffer, Edition Grüner, Steyr 1976
- angesichts 18 Kaltnadel-Radierungen mit einem Text von Peter Baum, Wien 1989/90
- Mienenspiel 9 Lithographien mit einem Text von Otto Breicha, Edition des Rupertinums, Salzburg 1990

### Künstler-Bücher
- Kopf-Stücke gemeinsam mit Ernst Jandl, Edition Thurnhof, Horn 1991
- dableib-wegwill gemeinsam mit Bodo Hell, Edition Thurnhof, Horn 2001

### Film
- Ernst Skrička – die Leidenschaft des Radierens.  Regie: Werner Wöss, Produktion des ORF, 1973

## Werke in Sammlungen (Auswahl)
Albertina, Wien; Artothek des Bundes, Wien; Ferdinandeum Innsbruck; Kärntner Landesgalerie, Klagenfurt; Kulturamt der Stadt Wien MUSA; Kunstforum Bank Austria Unicredit, Wien; Kunstforum Strabag, Wien; Kupferstichkabinett der Akademie der bildenden Künste, Wien; Lentos Kunstmuseum, Linz; Sammlung Leopold, Wien; Museum Liaunig, Neuhaus/Suha; Museum der Moderne, Salzburg; Museum Moderner Kunst MUMOK, Wien; NÖ_Landesmuseum St.Pölten; Sammlung Essl, Klosterneuburg; Sammlung Hartmann, Albstadt/Baden-Württemberg

## Bibliografie

### Bücher
- Angelica Bäumer, Kristian Sotriffer: Skrička. Katalogbuch der Albertina mit einem Vorwort von Walter Koschatzky, Herold, Wien 1986.
- NÖ Landesmuseum (Hrsg.): Ernst Skrička. ÜberDruck. Mit Texten von Peter Baum, Otto Breicha und Kristian Sotriffer. Wien 1993.
- Florian Steininger (Hrsg.): Ernst Skrička. AufZeichnungen. Verlag Bibliothek der Provinz, Weitra 2016.

### Zeitschriften/Aufsätze (Auswahl)
- Kristian Sotriffer: Künstlerprofil Ernst Skrička. In: alte und moderne Kunst, Heft 126, 18. Jg., Innsbruck 1973, S. 37 (hauspublikationen.mak.at).
- Alois Vogel: Ernst Skrička. In: alte und moderne Kunst, Heft 195, 29. Jg., Innsbruck 1984.
- Angelica Bäumer: Ernst Skrička. Lebenszeichen eines Zeichners. In: Vernissage, 9. Jg., Nr. 10, Wien 1990.
- Philipp Maurer: Ernst Skrička – Befindlichkeiten. In: UM:DRUCK, Nr. 22, Wien 2013.
- Ursula Philadelphy: Es sind ziemlich böse Zeichnungen. In: morgen, Heft 2/16, Wien 2016.
- Elisabeth Vera Rathenböck: Menschen. Kopf. Bilder. Zu Ernst Skrička. In: KünstlerInnen im Waldviertel. Steinverlag, St. Pölten 2017.